# Долна Рикса
До̀лна Рѝкса е село в Северозападна България. То се намира в община Монтана, област Монтана.

## География
Близо до селото има находища на злато и на огнеупорна глина.
Селцето е на благоприятно място за живеене, сравнително високо, без притеснение за природни бедствия.Климатът е умереноконтинентален-благоприятен за отглеждане на всякакъв вид зърнени култури, плодове и зеленчуци. Валежите са умерени през цялата година. През лятото температурите достигат 30°, а през зимата до 10°. Около града има машиностроителна промишленост и хранително-вкусова. Инфраструктурата е слабо развита, водопровод има от 2007 година, но канализация – не. Слабо покритие на мобилните и интернет операторите.

## История
При избухването на Балканската война един човек от Долна Рикса е доброволец в Македоно-одринското опълчение.
Съществуват две легендарни сведения за произхода и наименованието на селото – едната версия, разказана от Рангел Илиев, гласи, че още по времето на Римската империя селото е съществувало и е било основано от някой си Рикс или Рекс, римлянин и владетел в района, който се занимавал с животновъдство. Половин година, когато бил зимния сезон, Рикс прекарвал със стадата си на мястото където сега е Долна Рикса (на „зимовище“), която според преданието, преди се наричала Дъбова Рикса; през останалата част от годината се качвал с животните в Балкана, където сега се намира селото Каменна Рикса. От това сведение може да се допусне, че в миналото в селото е било популярно Трансхуманното животновъдство.
Втората легенда, разказана от дядо Борко Пожаревски, гласи, че по времето, когато Осман Пазвантоглу се отцепил от централната власт на Османската империя, в Северозападна България пламнала чума причинена от многобройната войска, която той събрал там. Селяните се изнесли от старата локация на селото и зачакали чумата да отмине. Някой си дядо Доно поел с багажа и воловете си да търси ново място за заселване. Като го питали къде отива, той отвръщал – „отивам на риск“ – което означавало, че имало риск да се зарази с чума. Дядо Доно се заселил на сегашната локация на селото и постепенно около него се заселили и останалите му съселяни, които се били разбягали от чумата. Според тази версия името на селото идва от „Дядо Доно отива на риск“, „Доно на Риск“, „Долна Рикса“. Това е класически пример за народна етимология възникнала твърде късно поради факта, че чуждицата „риск“ е навлязла в Българския език чак към края на XIX век.

## Културни и природни забележителности
Близо до селото има находища на злато и на огнеупорна глина.
В близост до селото се намира старо турско гробище, повече от старинните постройки са разрушени и разграбени от цигани.

## Редовни събития
Съборът е на 24 май – денят на българската просвета и на славянската писменост.

## Други
Острови Рикса край остров Гринуич, Южни Шетландски острови е наименуван в чест на селата Каменна Рикса и Долна Рикса.

## Публикации
- Първолета Цветкова. Гераните на Долна Рикса.